# Vaca Perdida
Vaca Perdida es una localidad del Departamento Bermejo, en la provincia de Formosa, Argentina.
Se encuentra a 53 km al norte de la ciudad de Ingeniero Juárez, por RP 39. 

## Población
El total de su población es de comunidades aborígenes kom.
Cuenta con 224 habitantes (Indec, 2010). En censos anteriores había sido censada como población rural.